# Eugen Engel

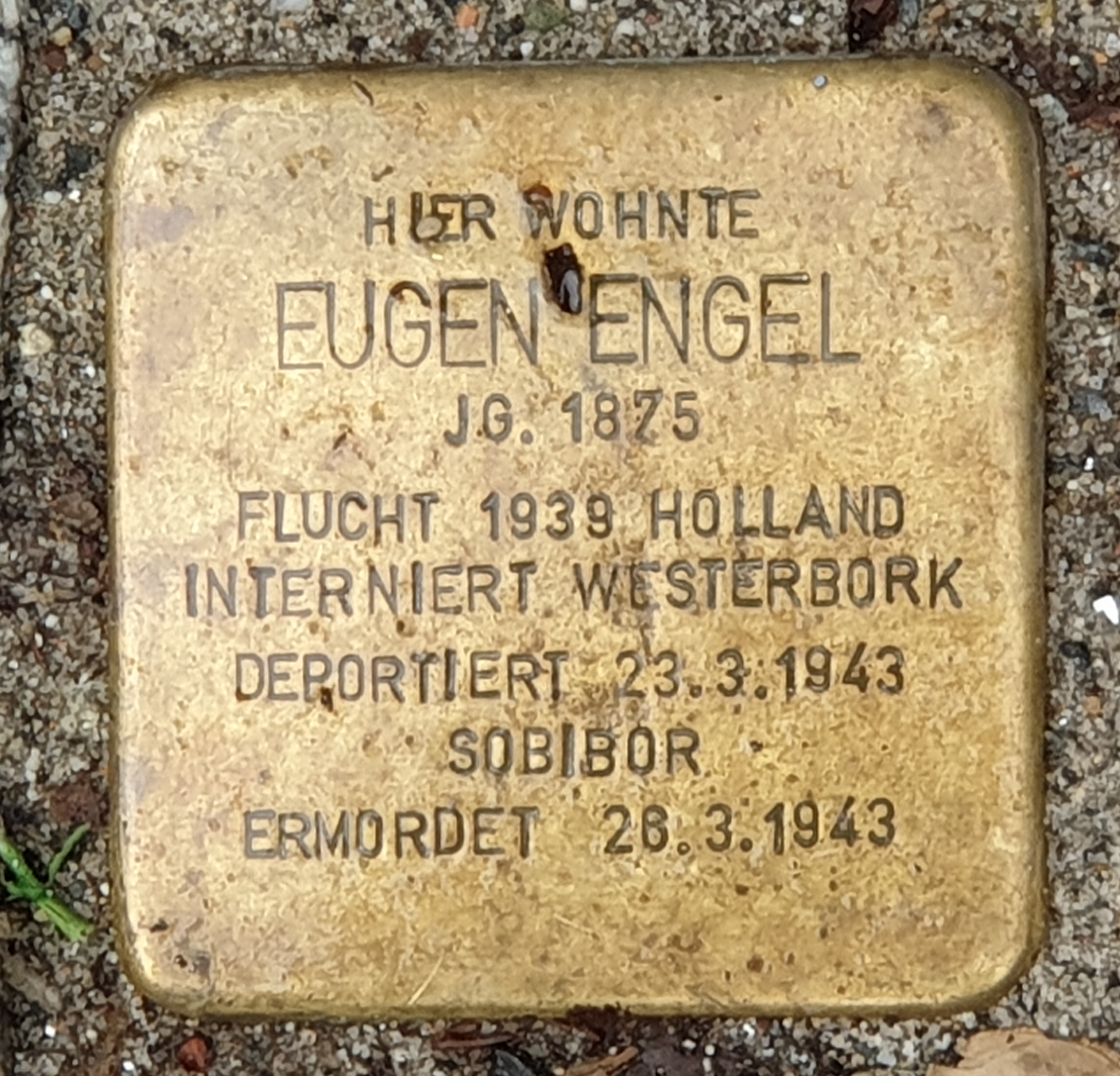
Stolperstein vor Eugen Engels letztem Wohnort in der Charlottenstraße 75 in Berlin

Eugen Engel (geboren am 19. September 1875 in Widminnen; ermordet am 26. März 1943 im Vernichtungslager Sobibor) war ein deutsch-jüdischer Komponist.

## Leben
1892 zog Engels Familie aus Widminnen nach Berlin. Eugen Engel erlernte den Beruf eines Kaufmanns und arbeitete im Berliner Kaufhaus Hermann Tietz. Seine musikalischen und kompositorischen Kenntnisse erlangte er überwiegend im Selbststudium.
In Berlin baute er sich als Komponist ein Netzwerk auf und korrespondierte u. a. mit den Dirigenten Bruno Walter und Leo Blech, den Pianisten Wilhelm Backhaus und Edwin Fischer, dem Geiger Adolf Busch und dem Komponisten Engelbert Humperdinck.
1933 vollendete Engel sein Hauptwerk, die Oper Grete Minde nach der gleichnamigen Novelle von Theodor Fontane. Das Libretto stammt von Hans Bodenstedt, der dann als NSDAP-Mitglied Karriere als Direktor von NS-Verlagen wie „Blut und Boden“ machte.
Engel bemühte sich in den folgenden Jahren vergeblich um eine Aufführung, u. a. bei Bruno Walter, der ihm „musikalische Kultur“ und „fachmännisches Können“ attestierte.
1939 emigrierte Eugen Engel zu seiner Tochter Eva nach Amsterdam. Seine Tochter Eva Löwenberger (später anglisiert: Lowen) und ihr Mann Max konnten 1941 in die USA auswandern. Engel wurde 1943 im Deportationslager Westerbork interniert und von dort am 23. März 1943 in das Vernichtungslager Sobibor gebracht, wo er ermordet wurde.

## Wiederentdeckung
Engels Tochter hatte einen Koffer mit Werken (einige Lieder, wenige Chorsätze, ein Streichquartett und eine Oper) und Korrespondenz ihres Vaters mit nach Amerika genommen. Nach dem Tod von Eva Lowen übergab Engels Enkelin Jan Agee einige dieser Dokumente dem Jüdischen Museum Berlin und kümmerte sich um die Wiederentdeckung der Werke ihres Großvaters.

## Werke
- Grete Minde, Oper, um 1933, nach der gleichnamigen Novelle von Theodor Fontane (Libretto Hans Bodenstedt), Uraufführung am 13. Februar 2022 im Theater Magdeburg[7]